# 24 Heures de Chamonix
Les 24 Heures de Chamonix (ou 24 Heures sur glace de Chamonix-Challenge Jean-Luc Salomon) sont une compétition automobile disputée entre 1970 et 2003 à Chamonix sur un circuit asphalté recouvert de neige et de glace.

## Histoire

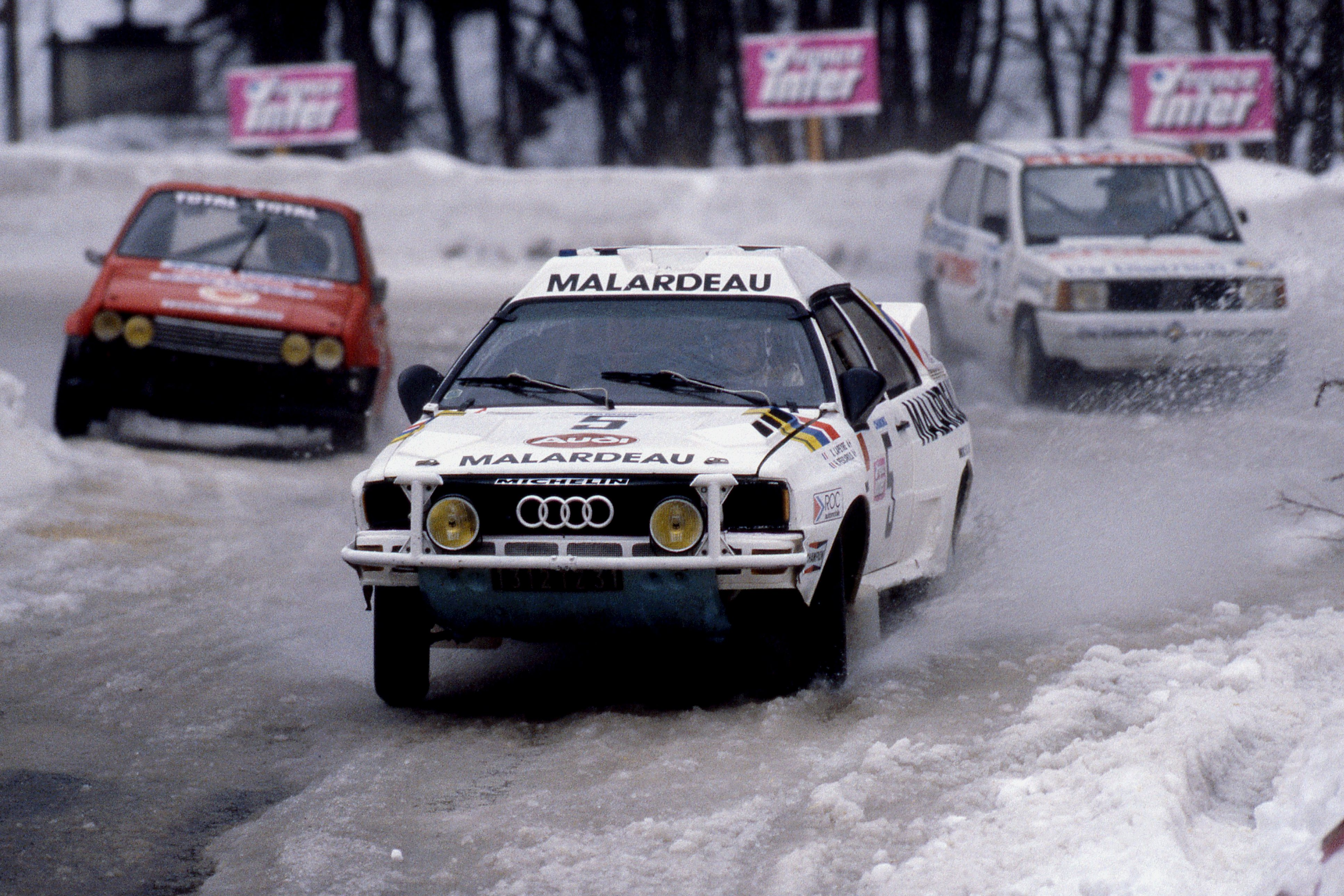
Henri Pescarolo (et Xavier Lapeyre) en 1985 lors de la 11e édition de l'épreuve sur ROC Audi Quattro.

L'épreuve s'est déroulée durant une trentaine d'années sur le circuit du Grépon au pied du Mont-Blanc (dans les deux sens de la piste), d'une longueur comprise entre 600 et 700 mètres. Elle fut essentiellement organisée par Alain Bompard, avec le soutien de L'Automobile Magazine et sous l'égide de l'ASA Chamonix-Sallanches.
Réservée aux véhicules à quatre roues motrices, elle se disputait en six manches d'une demi-heure à 40 minutes chacune sur un week-end, avec des essais libres et officiels préalables, une course de côte pouvant aussi être instaurée le premier jour.
Course précurseur du Trophée Andros (le championnat d'hiver français des courses de voitures de tourisme créé en 1990), elle fut intégrée au Challenge mondial sur glace IRSI (Ice Racing Series International, ou Série internationale des courses sur glace) de la FIA à sa création en 2001 (avec le Challenge sur glace Michelin Canada-Québec Sherbrooke, au début du calendrier international). Cependant la course est définitivement annulée en 2004 par manque de glace chronique et de moyens financiers.
De nombreuses personnalités venant de disciplines variées du monde automobile y ont participé, un partenaire complémentaire pouvant jouer le rôle de passager embarqué en se joignant aux deux (ou trois) pilotes admis.
Jean-Pierre Malcher, Dany Snobeck et Yvan Muller l'ont remportée à cinq reprises.
Le Festival Automobile fut créé lors de l'édition 1986 des 24 Heures de Chamonix, décernant le « Grand Prix de la Plus belle voiture de l'année » dès 1987. En 2001, il devient le Festival automobile international (FAI) et déménage Place Vendôme à Paris, puis à l'Hôtel des Invalides en 2006.
En 2013, une tentative de restauration d'une épreuve « vintage » sur un circuit similaire pour voitures à deux roues motrices des années 1970 — modèles ayant été admis à l'époque à Chamonix ou en WRC — a été organisée sur le circuit ICAR de l'aéroport de Mirabel au nord de Montréal, toujours par Franz Hummel et intitulée « Master de la Glisse Classic ».

## Palmarès
| Année           | Édition                            | Pilote                | Pilote               | Pilote            | Voiture                  |
| --------------- | ---------------------------------- | --------------------- | -------------------- | ----------------- | ------------------------ |
| 1970            | 1re Ronde Hivernale Internationale | Guy Verrier           |                      |                   | Citroën DS 21            |
| 1971            | 2e Ronde Hivernale Internationale  | Jean-Claude Andruet   |                      |                   | Alpine A110 1600         |
| 1972            | 3e Ronde Hivernale Internationale  | Jean-Claude Andruet   |                      |                   | Alpine A110 1600         |
| 1973            | 4e Ronde Hivernale Internationale  | Bernard Darniche      |                      |                   | Alpine A110 1800         |
| 1974            | 1re 24 Heures sur Glace            | Amilcare Ballestrieri | Simo Lampinen        |                   | Lancia Fulvia HF         |
| 1975            | épreuve annulée                    | épreuve annulée       | épreuve annulée      | épreuve annulée   | épreuve annulée          |
| 1976            | 2e 24 Heures sur Glace             | Jean-Pierre Nicolas   | Jean-Luc Thérier     |                   | Toyota Corolla           |
| 1977            | 3e 24 Heures sur Glace             | Henri Pescarolo       | Jean-Pierre Nicolas  |                   | Peugeot 104 ZS           |
| 1978 à 1983     | épreuves annulées                  | épreuves annulées     | épreuves annulées    | épreuves annulées | épreuves annulées        |
| 1984            | 4e 24 Heures sur Glace             | Bernard Darniche      | Jean-Pierre Malcher  |                   | Audi 80 Quattro          |
| 1985            | 11e 24 Heures sur Glace            | Christian Rio         | Maurice Chaumat      |                   | Citroën Visa 1000 pistes |
| 1986            | 12e 24 Heures sur Glace            | Jean-Pierre Malcher   | Franz Hummel         |                   | Citroën Visa 1000 pistes |
| 1987            | 13e 24 Heures sur Glace            | Bernard Béguin        | François Chauche     |                   | BMW 325 IX               |
| 1988            | 14e 24 Heures sur Glace            | Jean Ragnotti         | Gérard Roussel       |                   | Renault 5 Maxi Turbo     |
| 1989            | 15e 24 Heures sur Glace            | François Chauche      | Jean-Pierre Malcher  |                   | BMW 325 IX               |
| 1990            | 16e 24 Heures sur Glace            | François Chauche      | Jean-Pierre Malcher  |                   | BMW 325 IX               |
| 1991            | 17e 24 Heures sur Glace            | Marcel Tarrès         | Christian Debias     |                   | BMW M3                   |
| 1992            | 18e 24 Heures sur Glace            | Marcel Tarrès         | Bernard Béguin       |                   | BMW M3                   |
| 1993            | 19e 24 Heures sur Glace            | Jean-Pierre Malcher   | Bertrand Balas       |                   | BMW CA Sport             |
| 1994            | 20e 24 Heures sur Glace            | Dany Snobeck          | François Chatriot    |                   | Opel Astra               |
| 1995            | 21e 24 Heures sur Glace            | Dany Snobeck          | François Chatriot    |                   | Opel Astra               |
| 1996            | 22e 24 Heures sur Glace            | Markku Alén           | Éric Hélary          |                   | Opel Astra               |
| 1997            | 23e 24 Heures sur Glace            | Yvan Muller           | Philippe Gache       |                   | BMW Z3                   |
| 1998            | 24e 24 Heures sur Glace            | Stéphane Peterhansel  | Bertrand Balas       |                   | Nissan Micra             |
| 1999            | 25e 24 Heures sur Glace            | Yvan Muller           | Dany Snobeck         |                   | Opel Tigra               |
| 2000            | 26e 24 Heures sur Glace            | Yvan Muller           | Dany Snobeck         |                   | Opel Tigra               |
| 2001            | 27e 24 Heures sur Glace            | Bertrand Balas        | Dany Snobeck         | Yvan Muller       | Seat Cordoba             |
| 2002 (samedi)   | Master de Chamonix                 | Philippe Gache        | Jean-Pierre Richelmi |                   | Toyota Yaris             |
| 2002 (dimanche) | Master de Chamonix                 | Gianmarino Zenere     | Franck Lagorce       |                   | Seat Cordoba             |
| 2003            | 24 Heures sur Glace                | Yvan Muller           | Gilles Stievenart    |                   | Seat Cordoba             |